# (5888) Ruders
(5888) Ruders ist ein Asteroid des Hauptgürtels, der am 7. November 1978 von der US-amerikanischen Astronomin Eleanor Helin und ihrem Kollegen Schelte John Bus am Palomar-Observatoriums (IAU-Code 675) entdeckt wurde.
Der Asteroid ist Mitglied der Koronis-Familie, einer Gruppe von Asteroiden, die nach (158) Koronis benannt ist.
Der Himmelskörper wurde am 18. August 2016 nach dem dänischen Komponisten Poul Ruders (* 1949) benannt, zu dessen kompositorischen Werken Opern, Orchesterwerke, Kammermusik, Vokalmusik und Solomusikwerke zählen.